# رسائل التحذير من حزمة التبغ

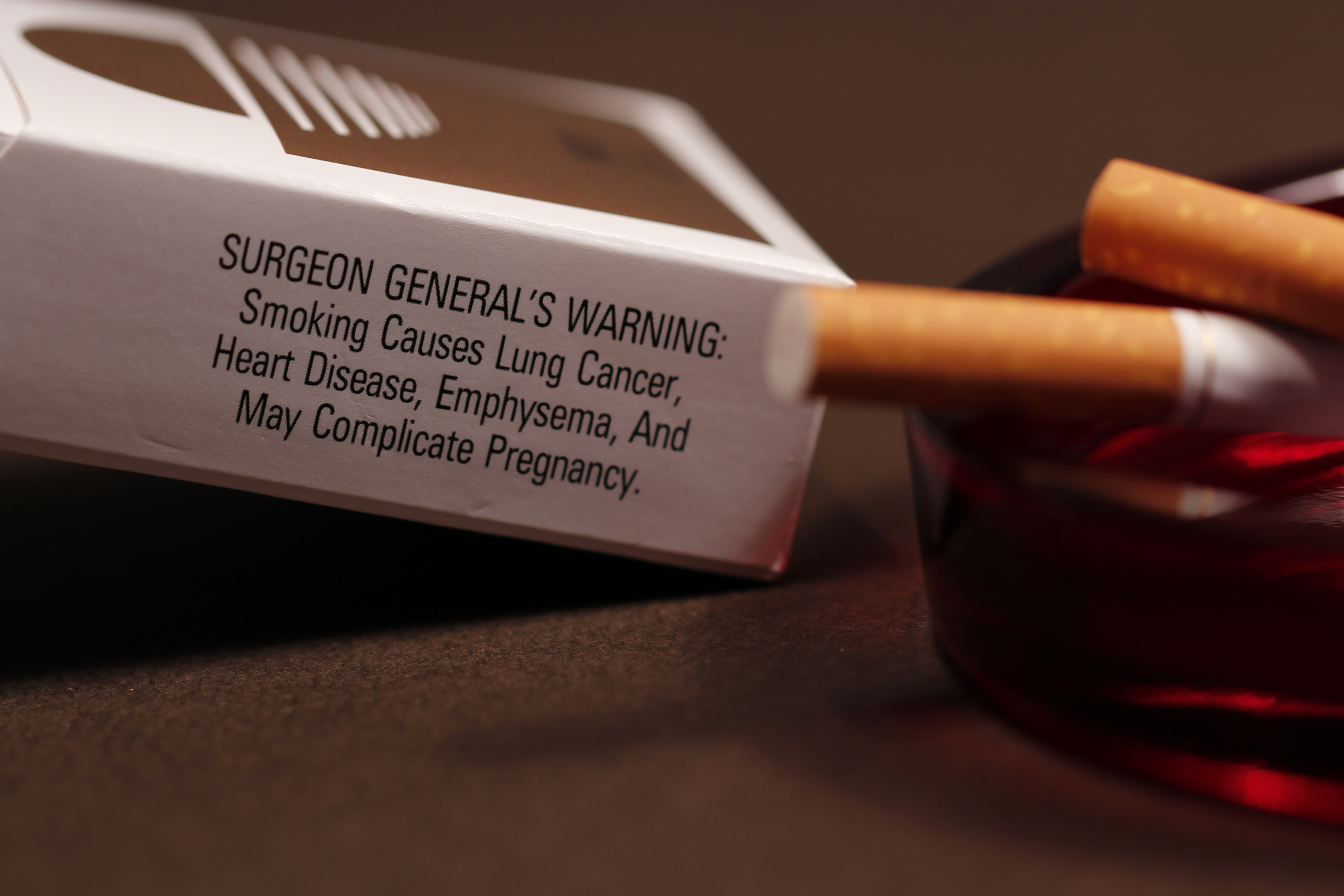
صورة لرسالة التحذير من حزمة التبغ توضح خطورة التدخين على صحة الانسان

رسائل التحذير من حزمة التبغ هي رسائل تحذيرية تظهر على عبوات السجائر ومنتجات التبغ الأخرى فيما يتعلق بآثارها الصحية. وقد تم تنفيذها في محاولة لتعزيز وعي الجمهور بالآثار الضارة للتدخين. عمومًا، تحاول التحذيرات المستخدمة في مختلف البلدان التأكيد على نفس الرسائل. وترد أدناه تحذيرات لبعض البلدان. كانت مثل هذه التحذيرات مطلوبة في الإعلان عن التبغ لسنوات عديدة، مع تطبيق أقدم ملصقات التحذير الإلزامية في الولايات المتحدة في عام 1966. تم معارضة تنفيذ ملصقات التحذير من التبغ بشدة من قبل صناعة التبغ، وعلى الأخص في أستراليا، بعد تنفيذ قوانين التعبئة والتغليف البسيطة.
وتتطلب اتفاقية منظمة الصحة العالمية الإطارية لمكافحة التبغ، المعتمدة في عام 2003، رسائل تحذير من هذا القبيل لتعزيز الوعي بمكافحة التدخين.
تلخص مراجعة عام 2009 أن هناك «أدلة واضحة على أن التحذيرات الصحية لحزمة التبغ تزيد من معرفة المستهلكين بالعواقب الصحية لتعاطي التبغ». رسائل التحذير «تساهم في تغيير مواقف المستهلكين تجاه استخدام التبغ وكذلك تغيير سلوك المستهلكين».
وفي الوقت نفسه، تعرضت بطاقات التحذير هذه لانتقادات. وبينت تحليلات تلوية لعام 2007 أن البلاغات التي تشدد على شدة التهديد أقل فعالية من الاتصالات التي تركز على القابلية للتأثر وأن بطاقات التحذير قد لا يكون لها أي تأثير بين المدخنين الذين لا يثقون في قدرتهم على الإقلاع عن التدخين، التي تدفع المؤلفين إلى التوصية باستكشاف أساليب مختلفة، يحتمل أن تكون أكثر فعالية لتغيير السلوك.
في العديد من البلدان، يتم وضع مجموعة متنوعة من التحذيرات مع الصور المصورة والمزعجة للأضرار المرتبطة بالتبغ (بما في ذلك بيلة الدم والسكري) بشكل بارز على عبوات السجائر.

## مصر
وفي مصر، يتم وضع مجموعة متنوعة من التحذيرات التي تحتوي على صور بيانية مزعجة للأضرار المرتبطة بالتبغ (بما في ذلك سرطان الفم والغرغرينا) بشكل بارز على علب السجائر.

## الهند
يُطلب من علب السجائر المباعة في الهند حمل تحذيرات صحية رسومية ونصية. يجب أن يغطي التحذير ما لا يقل عن 85٪ من سطح العبوة، منها 60٪ يجب أن تكون تصويرية و 25٪ المتبقية تحتوي على تحذيرات نصية باللغة الإنجليزية أو الهندية أو أي لغة هندية أخرى.
في عام 2003، صدقت الهند على الاتفاقية الإطارية لمنظمة الصحة العالمية بشأن مكافحة التبغ، والتي تتضمن توصية بتحذيرات صحية كبيرة وواضحة على عبوات التبغ. ومع ذلك، كان هناك تأخير في تنفيذ بطاقات الإنذار الرسومية.
حتى عام 2008، طُلب من [37] علبة سجائر تم بيعها في الهند حمل تحذير مكتوب على مقدمة العبوة مع نص تدخين السجائر ضار بالصحة باللغة الإنجليزية. حملت عبوات Paan و gutkha والتبغ التحذير من أن التبغ ضار بالصحة باللغتين الهندية والإنجليزية. تغير القانون لاحقًا. وفقًا للقانون الجديد، طُلب من علب السجائر حمل تحذيرات مصورة لجمجمة أو عقرب إلى جانب النص الذي يسبب التدخين والتبغ سرطان الفم باللغتين الهندية والإنجليزية.
دخلت قواعد السجائر ومنتجات التبغ الأخرى (التغليف والتوسيم) لعام 2008 التي تتطلب تحذيرات صحية بيانية حيز النفاذ في 31 مايو 2008. بموجب القانون، طُلب من جميع منتجات التبغ عرض صور مصورة، مثل صور الرئتين المريضة، ونص التدخين يقتل أو يقتل التبغ باللغة الإنجليزية، ويغطي ما لا يقل عن 40٪ من مقدمة العبوة، ويجب على تجار التجزئة عرض علب السجائر بطريقة تجعل الصور الموجودة على العبوة مرئية بوضوح. في يناير 2012، نشأ جدل عندما تم اكتشاف أن صورة لاعب كرة القدم الإنجليزي السابق جون تيري استخدمت على علامة تحذير ([38]).